# Michael Neuenschwander
Michael Neuenschwander (* 1. Juli 1962 in Signau, Kanton Bern) ist ein Schweizer Schauspieler.

## Leben
Michael Neuenschwander absolvierte seine Ausbildung an der heutigen Hochschule der Künste Bern. Er war unter anderem an den Münchner Kammerspielen und dem Deutschen Theater Berlin engagiert. Seit der Spielzeit 2010/2011 gehört er zum Ensemble des Schauspielhauses Zürich. Er spielte in zahlreichen Filmen mit.

## Theater (Auswahl)
- 1996 Top Dogs – Theater am Neumarkt
- 2001 Dantons Tod – Münchner Kammerspiele
- 2006 Medea als Jason – Deutsches Theater Berlin
- 2013 Wilhelm Tell (Schiller) als Tell -Schauspielhaus Zürich

## Filmografie (Auswahl)
- 1998: Blind Date
- 2001: Stille Liebe
- 2006: Grounding – Die letzten Tage der Swissair
- 2006: Nachbeben
- 2007: Nebenwirkungen
- 2008: Jimmie
- 2008: Das Geheimnis von Murk
- 2009: Notruf Hafenkante (Fernsehserie, Folge Gefährliche Fotos)
- 2010: 180°
- 2012: Dead Fucking Last
- 2013: Lovely Louise
- 2013: Die Schweizer (Fernsehfilm)
- 2014: Der Goalie bin ig
- 2017: Tatort – Zwei Leben
- 2018: Der Bestatter (Fernsehserie)
- 2020: Spagat
- 2021: Wilder (Fernsehserie)
- 2023: A Forgotten Man
- 2024: Der Fleck
- 2024: Auf hoher See (En haute mer, Fernsehvierteiler)[2]